# Масерија ле Куте (Потенца)
Масерија ле Куте (итал. Masseria le Cute) је насеље у Италији у округу Потенца, региону Базиликата.
Према процени из 2011. у насељу је живело 38 становника. Насеље се налази на надморској висини од 943 м.